# Fabien Morel
Fabien Morel (22 de enero de 1965 en Reims) es un geómetra algebraico francés y desarrollador clave de la teoría de homotopía A¹ con Vladimir Voevodsky. Entre sus logros está la prueba de la conjetura de Friedlander y la prueba del caso complejo de la conjetura de Milnor enunciada en el artículo de Milnor de 1983 'Sobre la homología de los grupos de Lie hechos discretos'. Este resultado fue presentado en la Segunda Conferencia Abel, celebrada en enero-febrero de 2012.
En 2006, fue ponente invitado con una charla sobre topología A1 -algebraica en el Congreso Internacional de Matemáticos en Madrid.

## Publicaciones seleccionadas
- A1-algebraic topology over a field. (Lecture Notes in Mathematics. 2052). Springer, 2012, ISBN 978-3-642-29513-3.
- con Marc Levine: Algebraic Cobordism. Springer, 2007, ISBN 978-3-540-36822-9.
- Homotopy theory of Schemes. American Mathematical Society, 2006 (French original published by Société Mathématique de France 1999)